# Ladybaby
Ladybaby war eine Kawaii-Metal-Band aus Japan.

## Geschichte
Wrestler Richard Magarey, ursprünglich aus Adelaide, Australien stammend, zog im Jahr 2006 nach China, um seine Martial-Arts-Stunt-Karriere zu starten, ging aber etwas später nach Hongkong, wo er aufgrund seines Erscheinungsbildes als crossdressender Profiwrestler gefeiert wurde. Im Oktober 2013 ging Magarey, der sich selbst den Namen Ladybeard gab, nach Japan, um dort eine ähnliche Karriere zu starten. Mit den beiden Idols Rie Kaneko und Rei Kuromiya gründete er die Band Ladybaby, die vom japanischen Kostüm-Hersteller Clearstone zu Werbezwecke engagiert wurde, und veröffentlichte das erste Lied Nippon Manju, das von all den Sachen handelt, die sie an Japan lieben. Das Musikvideo, das im Juli des Jahres 2015 auf der Videoplattform YouTube veröffentlicht wurde, wurde ein viraler Hit und erreichte in zwei Tagen bereits eine Million Aufrufe.

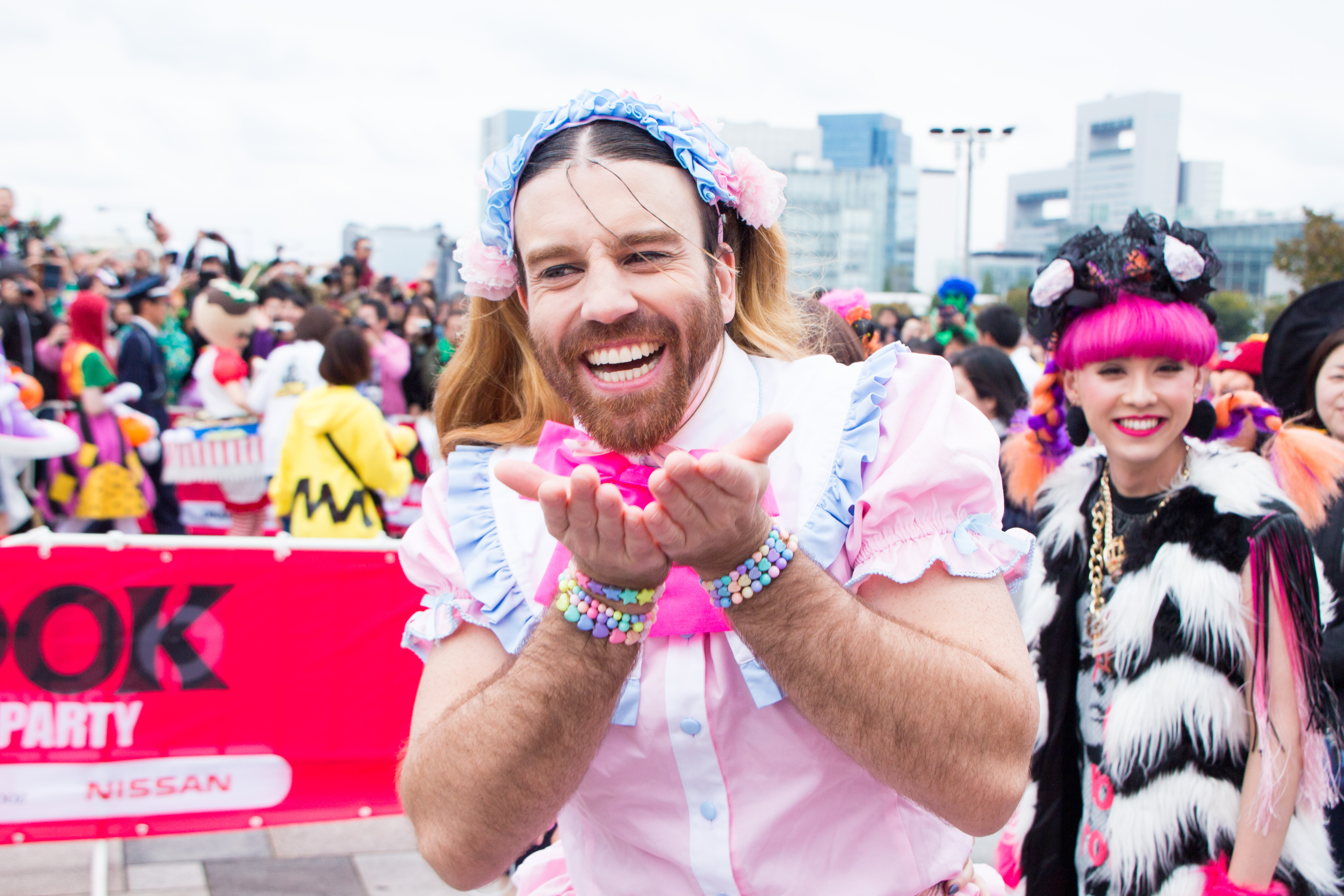
Richard „Ladybeard“ Magarey im Oktober 2016.

Die zweite Single Age-Age Money, die am 13. Januar 2016 veröffentlicht wurde, erreichte Platz 15 der täglichen Oricon-Charts. In den offiziellen japanischen Singlecharts landete das Lied auf Platz 31. Mit dem offiziellen Ausstieg Magareys am 1. August 2016 nannte sich die Gruppe nun The Idol Formerly Known as Ladybaby und gaben in ihrer neuen Konstellation ihr erstes Konzert im September gleichen Jahres. Im Jahr 2017 unterschrieb die Band einen Vertrag bei JPU Records und brachten die EP Pelo auf dem europäischen Markt heraus. Etwas später folgte mit Pinky! Pinky! eine weitere Single. Mitte November gleichen Jahres stieg Rei Kuromiya aufgrund ihrer Ernüchterung über die Idol-Kultur und Problemen mit der Kehle, ausgelöst aufgrund exzessiver Tourneen, aus der Band aus, was zu einem vorläufigen Ende der Band führte.
Im März 2018 wurde eine Kompilation unter dem Titel Beside U in Japan veröffentlicht. Einen Monat zuvor wurde eine Rückkehr der Band unter dem Namen Ladybaby mit einer neuen Besetzung angedeutet. Kaneko wird von Nana Ikeda, Emily Arima und Fuka Karasawa unterstützt. Eine Tournee im Frühjahr 2018 wurde angekündigt. Am 10. Mai 2018 erschien das Musikvideo zu ihrer Comeback-Single Hoshi no Nai Sora, die am 30. Mai gleichen Jahres als Maxi-CD erschien. Es wurde zudem bestätigt, dass Ladybeard auf einer B-Seite zu hören ist.
Am 29. Oktober 2019 haben Ladybaby auf Facebook sowie auf der offiziellen Website die Auflösung der Band nach dem letzten Konzert am 13. Januar 2020 bekannt gegeben.

## Musik
Die Musik von Ladybaby ist eine Mischung aus japanischer Popmusik, EDM und verschiedenen Spielarten des Heavy Metal bzw. des Extreme Metal. Magarey bezeichnete die Musik der Gruppe selbst als „Kawaiicore“. Die Texte sind größtenteils auf Japanisch verfasst, wobei einzelne Wörter aus dem Englischen stammen.

## Diskografie
Studioalben
- 2020: Reburn (Raimei Records, LDBB Records)

EPs
- 2017: Gotcha Nippon! (Gotcha にっぽん！) (Clearstone Records)

Livealben
- 2020: The Last Live at Liquid Room, Tokyo - January 13, 2020 (Clearstone Records)

Kompilationen
- 2016: One Year Best ~2015–2016~ (Clearstone Records)
- 2018: Beside U (King Records)

Singles
- 2015: Nippon Manju
- 2016: Age-Age Money
- 2016: Renge Chance
- 2016: Shōnen Yūsha-dan (Promo-Single)
- 2016: Sanpai! Gosyuin Girl
- 2017: Pinky! Pinky!
- 2017: Shibuya Crossing
- 2018: Hoshi no Nai Sora
- 2019: Riot Anthem
- 2019: Haten ni Raimei (破天ニ雷鳴)
- 2024: Dharma Karma (ダルマカルマ)
- 2024: Japasummer (ジャパサマ)
- 2025: April Fish -TRUTH to BABY FISH- (feat. DJ BUCHO)

Videoalben
- 2016: First Japan Oneman Live ～ Sekai no Rule wo Kaechao ～ (Clearstone Records)
- 2019: Tōmei meshi Tour 2019 Final in Shibuya Club Quattro (Clearstone Records)
- 2020: The LastLive "Reburn" at Liquidroom 2020.1.13 (Clearstone Records)